# آدلاید آن پروستر
آدلاید آن پروستر (زاده ۳۰ اکتبر ۱۸۲۵ و درگذشته ۲ فوریه ۱۸۶۴) شاعر و نیکوکار اهل انگلستان بود. وی به دلایل مختلفی در امور مربوط به زنان فعال بود. بیکاری و بیخانمانی آنان از مواردی بود که وی به آنها می‌پرداخت. او با گروه‌های فمنیست و مجله‌های آنان همکاری می‌کرد. آدلاید آن پروستر هرگز ازدواج نکرد. اشعار او باعث گردیده به وی گمان همجنسگرایی زده شود. وی در سن ۳۸ سالگی بر اثر بیماری سل درگذشت.

لذت همچون روزی پرآشوب است، اما آرامش معنوی و ملکوتی بسان شبی بی‌صداست. پروردگارا مرا به سوی روزی بی‌نقص رهنمون کن، روزی که در صلح و روشنایی فروزان خواهد بود.

آدلاید آن پروستر